# Montier-en-Der
Montier-en-Der és un municipi francès situat al departament de l'Alt Marne i a la regió del Gran Est. L'any 2007 tenia 2.093 habitants.

## Demografia

### Població
El 2007 la població de fet de Montier-en-Der era de 2.093 persones. Hi havia 876 famílies de les quals 323 eren unipersonals (139 homes vivint sols i 184 dones vivint soles), 263 parelles sense fills, 234 parelles amb fills i 56 famílies monoparentals amb fills.
La població ha evolucionat segons el següent gràfic:
Habitants censats

### Habitatges
El 2007 hi havia 992 habitatges, 894 eren l'habitatge principal de la família, 34 eren segones residències i 64 estaven desocupats. 673 eren cases i 313 eren apartaments. Dels 894 habitatges principals, 434 estaven ocupats pels seus propietaris, 435 estaven llogats i ocupats pels llogaters i 24 estaven cedits a títol gratuït; 12 tenien una cambra, 94 en tenien dues, 152 en tenien tres, 245 en tenien quatre i 390 en tenien cinc o més. 642 habitatges disposaven pel capbaix d'una plaça de pàrquing. A 434 habitatges hi havia un automòbil i a 298 n'hi havia dos o més.

### Piràmide de població
La piràmide de població per edats i sexe el 2009 era:
| Homes | Edats   | Dones |
| ----- | ------- | ----- |
| 0     | 95 o +  | 28    |
| 4     | 90 a 94 | 40    |
| 12    | 85 a 89 | 24    |
| 24    | 80 a 84 | 16    |
| 40    | 75 a 79 | 72    |
| 28    | 70 a 74 | 48    |
| 36    | 65 a 69 | 36    |
| 60    | 60 a 64 | 64    |
| 64    | 55 a 59 | 72    |
| 68    | 50 a 54 | 56    |
| 56    | 45 a 49 | 68    |
| 92    | 40 a 44 | 72    |
| 72    | 35 a 39 | 40    |
| 84    | 30 a 34 | 92    |
| 60    | 25 a 29 | 48    |
| 52    | 20 a 24 | 52    |
| 68    | 15 a 19 | 60    |
| 60    | 10 a 14 | 60    |
| 56    | 5 a 9   | 52    |
| 52    | 0 a 4   | 40    |

## Economia
El 2007 la població en edat de treballar era de 1.254 persones, 920 eren actives i 334 eren inactives. De les 920 persones actives 816 estaven ocupades (456 homes i 360 dones) i 104 estaven aturades (45 homes i 59 dones). De les 334 persones inactives 123 estaven jubilades, 101 estaven estudiant i 110 estaven classificades com a «altres inactius».

### Ingressos
El 2009 a Montier-en-Der hi havia 900 unitats fiscals que integraven 1.965,5 persones, la mediana anual d'ingressos fiscals per persona era de 16.485 €.

### Activitats econòmiques
Dels 131 establiments que hi havia el 2007, 3 eren d'empreses extractives, 4 d'empreses alimentàries, 7 d'empreses de fabricació d'altres productes industrials, 19 d'empreses de construcció, 34 d'empreses de comerç i reparació d'automòbils, 3 d'empreses de transport, 7 d'empreses d'hostatgeria i restauració, 1 d'una empresa d'informació i comunicació, 8 d'empreses financeres, 5 d'empreses immobiliàries, 10 d'empreses de serveis, 18 d'entitats de l'administració pública i 12 d'empreses classificades com a «altres activitats de serveis».
Dels 42 establiments de servei als particulars que hi havia el 2009, 1 era una oficina d'administració d'Hisenda pública, 1 gendarmeria, 1 oficina de correu, 3 oficines bancàries, 1 funerària, 5 tallers de reparació d'automòbils i de material agrícola, 1 taller d'inspecció tècnica de vehicles, 3 paletes, 3 guixaires pintors, 2 fusteries, 2 lampisteries, 2 electricistes, 1 empresa de construcció, 4 perruqueries, 3 veterinaris, 4 restaurants, 2 agències immobiliàries i 3 salons de bellesa.
Dels 17 establiments comercials que hi havia el 2009, 3 eren supermercats, 1 un supermercat, 1 una gran superfície de material de bricolatge, 2 fleques, 1 una fleca, 2 llibreries, 1 una llibreria, 1 una sabateria, 1 una botiga de mobles, 1 una perfumeria i 3 floristeries.
L'any 2000 a Montier-en-Der hi havia 24 explotacions agrícoles que ocupaven un total de 1.260 hectàrees.

## Equipaments sanitaris i escolars
El 2009 hi havia 1 hospital de tractaments de curta durada, 1 hospital de tractaments de mitja durada (seguiment i rehabilitació), 1 farmàcia i 1 ambulància.
El 2009 hi havia 1 escola maternal i 1 escola elemental. Montier-en-Der disposava d'un col·legi d'educació secundària amb 318 alumnes.

## Poblacions més properes
El següent diagrama mostra les poblacions més properes.